# کیسو کاتو
کیسو کاتو (به اسپانیایی: Kisu Qutu) یک کوه در پرو است که در Peru, Apurímac Region واقع شده‌است. کیسو کاتو ۵٬۱۷۷ متر بالاتر از سطح دریا واقع شده‌است.